# Un été à Quchi
Pour plus de détails, voir Fiche technique et Distribution.
Un été à Quchi (en chinois, 暑假作業, Shǔjià zuòyè : « devoir de vacances » ; en anglais, A Time in Quchi) est un film taïwanais réalisé par Chang Tso-chi, sorti en 2013 en festival et en 2014 en France.

## Synopsis
Aux vacances d’été, Bao, un écolier de Taipei dont les parents, très pris par leur métier, s’occupent peu, est conduit par son père chez son grand-père veuf, dans le village montagnard de Quchi, au bord d’un lac, alors que ses parents veulent parler seuls de leur divorce.
Rivé à sa tablette, Bao doit faire connaissance avec ce grand-père râleur, qui peint des visages sur des galets et souhaite bon appétit à celui représentant sa défunte épouse avant chaque repas.
À la rentrée, il intègre l’école du village, à l’ambiance détendue, où il retrouve bientôt sa petite sœur Algue, amenée par leur mère, et avec qui il s’entend comme chien et chat. Il découvre une élève surnommée « Bear » (Daxiong, ours) comme lui, qui vit modestement mais heureusement avec sa petite sœur Fleur (Xiaohua) et leur petit frère chez leur grand-mère.
Plus tard, il se lie d’amitié avec Mingchuan, un élève d’une minorité ethnique, orphelin adroit à monocycle et, comme Bao, en basket et secrètement amoureux de Bear.
Les écoliers apprennent une pièce de théâtre tirée du folklore local en vue de la visite d’une école jumelle de France. Quand la visite est remise, ils décident de jouer devant le village, avec force masques de soleil, de nuages et d’animaux, dont un ours féroce.
Lors de l’anniversaire de la fille de la propriétaire d’un étang à poissons, Mingchuan est inité à leur capture. Resté seul pendant que les autres sont partis manger, il est découvert inanimé, blessé à la tête après avoir été emporté par le courant de la rivière.
Alors qu’il est à l’hôpital, un typhon se déchaîne et inonde le village. Après la décrue, l’institutrice de Bao et Algue vient prendre des nouvelles du grand-père ; il s’avère qu’elle est leur tante, brouillée avec ses parents depuis son mariage qu’ils désapprouvaient et qui n’a pas tenu.

Peu après, on apprend que Mingchuan est mort à l’hôpital. Très triste, Bao finit par jeter symboliquement dans le lac le galet où il avait dessiné le visage de son ami, comme le grand-père l’avait fait pour son épouse.
Un peu plus tard, c’est le grand-père qui est retrouvé inanimé en bas de son lit. Leur mère emmène Algue, laissant Bao à la garde de sa tante. Leur père vient chercher Bao pour voir le grand-père à l’hôpital, et lui apprend que ce dernier va mieux mais ne pourra plus vivre seul à Quchi et viendra vivre avec eux à Taipei.

## Fiche technique
- Titre : Un été à Quchi
- Titre original : 暑假作業, Shǔjià zuòyè
- Titre anglais : A Time in Quchi
- Réalisation : Chang Tso-chi
- Scénario : Chang Tso-chi
- Pays d'origine : Taïwan
- Format : Couleurs
- Genre : Drame
- Durée : 109 minutes
- Date de sortie :
  -  France : 24 septembre 2014
- Distributeur en France : Aramis Films

## Distribution[2]
- Yang Liang-yu : Bao (Kuan Hsiao[3]-pao)
- Kuan Kuan : Grand-père de Bao
- Nick Yen (Yung-heng Yen) : Père de Bao
- Shaoyi Jiang : Mère de Bao
- Gao Shui Lian : Bear (Daxiong, Ta[4] Hsiung[5])
- Xie Ming-Quan : Mingchuan
- Yao Han Yi : l’institutrice, tante de Bao
- Chia-an Wang : Fleur, petite sœur de Bear (Xiaohua, Hsiao-Hua[6])